# صموئيل هاريس
صموئيل هاريس (بالإنجليزية: Samuel Harris)‏ هو مدرس أمريكي، ولد في 1814 في إيست ماتشياس في الولايات المتحدة، وتوفي في 1899 في ليتشفيلد في الولايات المتحدة.